# French Montana
French Montana, pseudonimo di Karim Kharbouch (in arabo كريم خربوش‎?; Casablanca, 9 novembre 1984), è un rapper marocchino naturalizzato statunitense. Lo pseudonimo deriva dalle sue radici franco-marocchine unite al personaggio di Tony Montana, protagonista del film Scarface.

## Biografia
Nato a Casablanca, in Marocco, a tredici anni si trasferì con il fratello e i genitori a New York, dove dovette imparare l'inglese. Fin da piccolo si interessò al calcio e alla musica.
Ha iniziato a lavorare nella musica nel 2002 con lo pseudonimo di Young French. Nei primi anni di carriera ha lavorato principalmente come produttore per la sua Cocaine City Records.
Nel periodo 2009-2011 ha realizzato una serie di mixtape pubblicati da Coke Boys/Evil Empire in formato digitale. Fra questi spicca il mixtape Coke Boys pubblicato il 15 settembre 2010 che include la famosa canzone Choppa Choppa Down assieme al già affermato rapper Waka Flocka, al suo grande amico Rick Ross e a Wiz Khalifa.
Nel 2011 ha firmato un contratto con la Bad Boy Records e con la Interscope. Collabora con diversi rapper e cantanti della scena statunitense quali Future, Kid Ink, Danny Brown, Macklemore, Iggy Azalea e altri.
Nell'ottobre 2012 è stato annunciato il suo album di debutto Excuse My French, pubblicato nel maggio 2013. Al disco hanno collaborato Snoop Dogg, Ne-Yo, 2 Chainz, Nicki Minaj, Drake, The Weeknd, Scarface, Ace Hood e tanti altri artisti. L'album, anticipato da ben tre singoli (Pop That, Freaks e Ain't Worried About Nothing), ha raggiunto la posizione numero quattro della classifica Billboard 200.
Nel novembre 2012 ha pubblicato il mixtape Mac & Cheese 3, che contiene collaborazioni con Diddy, Rick Ross, Ma$e, Fabolous, Tyga, Chinx Drugz, MGK e altri, e l'anno successivo ha preso parte a diversi dischi di altri artisti collaborando con will.i.am, Daddy Yankee, Jennifer Lopez, Chris Brown, ASAP Ferg, Miley Cyrus e altri.
Nel 2013 ha pubblicato il mixtape Mac & Cheese 3.
Nel 2014, French Montana si è fidanzato con la ricca imprenditrice Khloe Kardashian, per poi lasciarsi ufficialmente nel 2015. Il rapper è stato fidanzato anche con Trina e con l'attrice Sanaa Lathan. 
French Montana è famoso per le sue collaborazioni e mixtape, e ciò gli è valso il soprannome di "King of Mixtapes" e "King of Features". Ha attualmente un patrimonio di 275 milioni di dollari.
Il 3 novembre 2017 ha collaborato con David Guetta, Afrojack e Charli XCX al singolo Dirty Sexy Money ed ha anche rilasciato il suo secondo album Jungle Rules e il 10 dello stesso mese collaborò con Jason Derulo in Tip Toe. Nel 2018 collabora assieme a Lil Pump e Zhavia Ward nel nuovo singolo di Diplo Welcome To The Party. Il singolo è estratto dalla colonna sonora del film Deadpool 2. Collabora anche assieme a Maître Gims alla realizzazione del singolo Corazon con Lil Wayne.
Nel 2022 ha collaborato al brano Puto del rapper italiano Lazza, contenuto nel suo album Sirio. Ha poi annunciato l'uscita del sesto capitolo della saga di mixtape Coke Boys, la cui pubblicazione è stata posticipato al 6 gennaio 2023.

## Incidenti
Nel 2003, venne colpito da una raffica di proiettili mentre usciva dallo studio di registrazione nel Bronx. Lo scontro finì con uno dei due assassini morto, colpito per sbaglio dal complice. Il rapper trascorse diverse settimane in ospedale. Agli inizi del 2013, French Montana ha visitato il luogo del delitto con alcuni cameraman di Life+Times, per rivivere quest'esperienza che più che mai lo ha avvicinato alla morte e per ripensare alla sua vita nel Bronx. Secondo French, il tentato omicidio fu organizzato da qualcuno vicino a lui e al suo circolo.
Nella mattinata del 28 febbraio 2013 a Filadelfia è avvenuta una sparatoria attorno al tour-bus del rapper, nel quale erano presenti anche Chinx Drugz e Meek Mill. Un'auto ha improvvisamente aperto il fuoco contro il pullman. Prontamente gli uomini della sicurezza hanno aperto il fuoco contro gli aggressori. La sparatoria è terminata con un fan di French morto e un altro uomo gravemente ferito.

## Vita privata
Montana parla correntemente il suo arabo nativo, il francese e l'inglese.
Nel 2016, ha comprato la villa di Selena Gomez a Calabasas, California per $ 3,3 milioni.
Montana ha sposato Deen Kharbouch nel 2007. La coppia si è separata nel 2012 e il loro divorzio è stato finalizzato nel 2014. Hanno un figlio nato nel 2010.
Nel giugno 2018, French è diventato un cittadino statunitense.
Nel marzo 2023, French Montana ha una relazione con la rapper Rubi Rose.

### Animali esotici
French è stato il proprietario di numerosi animali domestici, dai cani agli animali esotici come una tigre e una scimmia. Il 22 aprile 2013, Montana ha pubblicato una foto su Instagram con la didascalia "Sono stati così belli ieri sera, ho comprato 2 tigri piccole". L'immagine faceva vedere French all'aperto con due cuccioli di tigre, una su ciascun braccio. Le tigri, di nome Ike e Tina, erano protagoniste nel video musicale The Gifted con l'amico e cantante The Weeknd. Nel 2014, il rapper ha abbandonato le due tigri poco dopo averle ricevute, citando la difficoltà nell'alimentazione e nella loro cura.
Dalla fine del 2014, Montana è diventato il proprietario di una scimmia da compagnia di nome Julius Ceasor. Il 18 dicembre è stato caricato un video che mostra il rapper e il suo discografico Mally Mall che entravano in un jet privato con Montana che culla la scimmia tra le sue braccia.

## Filantropia
Il lavoro di beneficenza di Montana è iniziato dopo aver visitato l'Uganda per filmare il suo video "Unforgettable" nel 2017, una canzone che ha conquistato oltre un miliardo di stream e si è mantenuta forte nella top 10 degli Stati Uniti Billboard Hot 100. I suoi sforzi in Uganda hanno raccolto mezzo milione di dollari per costruire l'ospedale Suubi che aiuta oltre 300.000 cittadini dell'Uganda.
Nel 2018, French ha ricevuto l'onore della Global Citizen Ambassador per il suo lavoro di beneficenza nel paese dell'Africa orientale, in Uganda. Questa è stata la prima volta che l'onore è stato conferito a un rapper.

## Discografia

### Album in studio
- 2013 – Excuse My French
- 2017 – Jungle Rules
- 2019 – Montana
- 2021 – They Got Amnesia

### Album collaborativi
- 2022 – Montega (con Harry Fraud)

### Mixtapes
- 2007 – French Revolution Vol. 1
- 2008 – Live from Africa
- 2009 – Coke Wave (con Max B)
- 2009 – The Laundry Man
- 2009 – Mac Wit Da Cheese
- 2009 – The Laundry Man 2
- 2009 – Cocaine Konvicts (con DJ Drama)
- 2009 – Coke Wave 2 (con Max B)
- 2010 – Mac & Cheese 2
- 2010 – Coke Boys
- 2011 – Mr. 16: Casino Life
- 2011 – Coke Boys 2 (con Coke Boys)
- 2011 – Lock Out (con Waka Flocka Flame)
- 2011 – Cocaine Mafia (con Juicy J e Project Pat)
- 2012 – Coke Boys 3 (con Coke Boys)
- 2012 – Mac & Cheese 3
- 2014 – Coke Boys 4 (con Coke Boys)
- 2014 – The Appetizer (con Harry Fraud)
- 2015 – Casino Life 2: Brown Bag Legend
- 2015 – Coke Zoo (con Fetty Wap)
- 2016 – Wave Gods
- 2016 – Mac & Cheese 4
- 2019 – Coke Wave 4 (con Max B)
- 2020 – Coke Boys 5
- 2022 – Coke Boys 6
- 2024 – Mac & Cheese 5

### Singoli

#### Come artista principale
- 2012 – Shot Caller
- 2012 – Pop That (feat. Rick Ross, Drake & Lil Wayne)
- 2013 – Freaks (feat. Nicki Minaj)
- 2013 – Ain't Worried About Nothin'
- 2014 – Don't Panic
- 2014 – Bad Bitch (feat. Jeremih)
- 2015 – Off the Rip (feat. Chinx & N.O.R.E.)
- 2015 – Lose It (feat. Rick Ross & Lil Wayne)
- 2015 – Moses (feat. Chris Brown & Migos)
- 2015 – Freaky (con Fetty Wap)
- 2015 – First Time (con Fetty Wap)
- 2016 – Figure It Out (feat. Kanye West & Nas)
- 2016 – Lockjaw (con Kodak Black)
- 2016 – No Shopping (con Drake)
- 2016 – Cookin (con Fat Joe e Remy Ma feat. RySoValid)
- 2016 – Said N Done (feat. ASAP Rocky)
- 2016 – XPlicit (feat. Miguel)
- 2016 – Have Mercy (feat. Beanie Sigel, Jadakiss & Styles P)
- 2016 –  2 Times
- 2016 – Brick Road
- 2016 – Chinx & Max/Paid For (feat. Max B & Chinx)
- 2017 – No Pressure (feat. Future)
- 2017 – Unforgettable (con Swae Lee)
- 2017 – A Lie (feat. The Weeknd & Max B)
- 2017 – Famous
- 2017 – Hurtin' Me (con Stefflon Don)
- 2017 – Phases (con Alma)
- 2017 – No I Love You’s (con Era Istrefi)
- 2017 – Boom Boom (con RedOne, Daddy Yankee & Dinah Jane)
- 2018 – Olha a Explosão (Remix) (con Kevinho, 2 Chainz e Nacho)
- 2018 – Welcome to the Party (con Diplo e Lil Pump feat. Zhavia Ward)
- 2018 – First Time (con Liam Payne)
- 2018 – No Stylist (feat. Drake)
- 2019 – Pose to Do (feat, Lil Pump & Quavo)
- 2018 – Slide (feat. Blueface & Lil Tjay)
- 2019 – Wiggle It (feat. City Girls)
- 2019 – Suicide Doors (feat. Gunna)
- 2019 – Writing on the Wall (feat. Post Malone, Cardi B & Rvssian)
- 2019 – Twisted (feat. Juicy J, Logic & ASAP Rocky)
- 2020 – Out of Your Mind (con Swae Lee feat. Chris Brown)
- 2020 – That's a Fact
- 2020 – Cold (feat. Tory Lanez)
- 2020 – Double G (feat. Pop Smoke)
- 2020 – Wave Blues (feat. Benny the Butcher)
- 2021 – Hot Boy Bling (feat. Jack Harlow & Lil Durk)
- 2021 – FWMGAB
- 2021 – I Don't Really Care
- 2021 – Panicking (con Fivio Foreign)
- 2021 – Handstand (feat. Saweetie & Doja Cat)
- 2022 – Mopstick (con Kodak Black)
- 2022 – Fenty (feat. NAV)
- 2023 – Chit Chat (con Smooky MarGielaa e A$AP Rocky feat. Dj Drama)
- 2023 – Wish U Well (con Swae Lee feat. Lojay & Jess Glynne)
- 2023 – Another One of Me (con Sean Combs e The Weeknd feat. 21 Savage)
- 2023 – Okay (con Lil Baby e ATL Jacob)
- 2024 – 10 Toes
- 2024 – Hard Life
- 2024 – Dirty Bronx Intro (con Amber Run)
- 2024 – Too Fun (con Kyle Richh e Jenn Carter)
- 2024 – Casino Life
- 2024 – Skyami (con Skilla Baby)
- 2024 – Facts
- 2024 – Ride The Wave
- 2024 – Make It Back (con DDG e WHOISTEVENYOUNG)
- 2024 – Goals (con Jeremih)
- 2024 – Stand United (con Kanye West, Buju Banton e Saint Jhn)

#### Collaborazioni
- 2012 – Husband or Wife (Nawlage feat. French Montana)
- 2012 – Untouchable (DJ Absolut feat. Ace Hood, Pusha T e French Montana)
- 2012 – Stay Schemin' (Rick Ross feat. Drake e French Montana)
- 2012 – Hurt Somebody (Akon feat. French Montana)
- 2012 – Yellow Tape (Fat Joe feat. Lil Wayne, ASAP Rocky e French Montana)
- 2013 – Tadow (N.O.R.E. feat. French Montana, 2 Chainz e Pusha T)
- 2013 – Work (Remix) (ASAP Ferg feat. French Montana, Trinidad James, Schoolboy Q e ASAP Rocky)
- 2013 – About That Life (DJ Kay Slay feat. Fabolous, T-Pain, Rick Ross, Nelly e French Montana)
- 2013 – NBA (Joe Budden feat. French Montana e Wiz Khalifa)
- 2013 – Shisha (Massari feat. French Montana)
- 2013 – Been On (Chanel West Coast feat. French Montana)
- 2013 – I Swear (Ice Prince feat. French Montana e Shaydee)
- 2013 – Self Made (Daddy Yankee feat. French Montana)
- 2013 – Feelin' Myself (Will.i.am feat. Miley Cyrus, French Montana, Wiz Khalifa e Mustard)
- 2014 – I Luh Ya Papi (Jennifer Lopez feat. French Montana)
- 2014 – Big Homie (Sean Combs feat. Rick Ross e French Montana)
- 2014 – They Don't Love You No More (DJ Khaled feat. Jay-Z, Rick Ross, Meek Mill e French Montana)
- 2014 – Same Girl (Jennifer Lopez feat. French Montana)
- 2014 – Early In The Morning (Ashanti feat. French Montana)
- 2014 – Ball Drop (Fabolous feat. French Montana)
- 2014 – A.W.A (Lacrim feat. French Montana)
- 2014 – Can't Trust Thots (Wash feat. French Montana)
- 2015 – I'm Up (Omarion feat. Kid Ink e French Montana)
- 2015 – Why You Mad? (Infinity Remix) (Mariah Carey feat. French Montana, Justin Bieber e T.I.)
- 2016 – All the Way Up (Fat Joe e Remy Ma feat. French Montana e Infared)
- 2017 – You (Keyshia Cole feat. Remy Ma e French Montana)
- 2017 – Leg Over (Remix) (Major Lazer e Mr Eazi feat. French Montana e Ty Dolla Sign)
- 2017 – Dirty Sexy Money (David Guetta e Afrojack feat. Charli XCX e French Montana)
- 2017 – Tip Toe (Jason Derulo feat. French Montana)
- 2017 – Row the Body (Taio Cruz feat. French Montana)
- 2017 – GPS (Maluma feat. French Montana)
- 2017 – No More (PrettyMuch feat. French Montana)
- 2018 – Corazon (Maître Gims feat. Lil Wayne e French Montana)
- 2018 – Me So Bad (Tinashe feat. French Montana e Ty Dolla Sign)
- 2018 – Zooted (Becky G feat. French Montana e Farruko)
- 2018 – Magnum Cum Laude (Mike Rebel feat. French Montana)
- 2018 – Want It To Be (Harry Fraud feat. French Montana e Chinx)
- 2018 – Creep On Me (Gashi feat. French Montana e DJ Snake)
- 2018 – Just Got Paid (Sigala, Ella Eyre e Meghan Trainor feat. French Montana)
- 2018 – Ya Nour El Ein (Farid Bang feat. French Montana e Khaled)
- 2019 – Maghreb Gang (Farid Bang feat. French Montana e Khaled)
- 2019 – Medicine (Jennifer Lopez feat. French Montana)
- 2019 – Who Do U Love? (Monsta X feat. French Montana)
- 2019 – Diamonds (Agnes Monica feat. French Montana)
- 2019 – Pack Loud (Hitmaka feat. Wiz Khalifa, French Montana e Travis Scott)
- 2020 – Freka (Mr Swipey feat. French Montana)
- 2021 – Whoopty NYC (CJ feat. French Montana e Rowdy Rebel)
- 2021 – Dios Mio (Remix) (Bizzy Crook feat. French Montana)
- 2021 – You Are My High (Ty Moy Kayf) (Dzharo & Khanza con Nicky Jam feat. French Montana)
- 2021 – Dope (Stove God  Cooks feat. French Montana)
- 2022 – Maquine De Dinero (El Alfa feat. French Montana e Braulio Fogon)
- 2022 – Puto (Lazza feat. French Montana)
- 2022 – Ice Cream Dream (DreamDoll feat. French Montana)
- 2022 – The Carnival (Aazar feat. French Montana e Mariah Angeliq)
- 2022 – Whap Whap (Skillibeng feat. Fivio Foreign e French Montana)
- 2022 – Je M'Appelle (Remix) (Benzz feat. French Montana e Tion Wayne)
- 2023 – Like Dat (Remix) (Stunna Girl feat. French Montana)
- 2023 – Pit Stop (Lola Brooke feat. French Montana)

## Filmografia
- The Perfect Match, regia di Bille Woodruff (2016)
- The After Party, regia di Ian Edelman (2018)